# Ингулецкая волость
Ингулецкая волость — административно-территориальная единица Криворожского уезда Екатеринославской губернии с центром в селе Ингулец.

## История
Образована в 1921 году в составе Криворожского уезда Екатеринославской губернии с центром в селе Ингулец.
В 1921 году продразвёрстки по хлебным культурам не было — после обследования населения установлено, что большинству хлеба до нового урожая не хватит, а у многих нет никаких запасов. Развёрстка по яйцам и маслу продолжилась.
На 1921 год планировалось под яровые культуры засеять 2110 десятин, засеяно 1800, под пар оставлено 500 десятин. Площади посевов были на 18 % больше, чем в 1914 году и на 20 %, чем в 1916 году. Существенную помощь в посевной оказала 2-я кавалерийская бригада, дислоцировавшаяся в Криворожском уезде.
В мае 1921 года волостной «тройкой» проведён учёт всего сельскохозяйственного инвентаря и проведён его ремонт в специально организованных мастерских. Весной 1921 года прошли перевыборы волостного исполкома и комитета незаможных селян (КНС),  состоявшего из 200 человек.
В ноябре 1921 года открыт пункт питания на 100 человек. Всего по официальным подсчётам в волости голодало 300 человек.
В конце января 1922 года, в связи со значительным ростом повстанческого движения, в волости организовано войсковое совещание в составе главы волостного исполкома Шмеркина, главы волостного КНС Лунина, секретаря волостной комсомольской ячейки Рояна, начальника волостной милиции Минухина, заведующего волостным военным отделом Глазмана. Главой совещания назначен Шмеркин.
В конце ноября 1922 года волость отнесена ко 2-й категории поражения голодом — необходимо было обеспечить население посевным материалом и предоставить продовольственную ссуду. В октябре-ноябре 1922 года в волости голодало 1420 человек, из которых 570 — дети.
Ликвидирована 7 марта 1923 года в ходе перехода на округовую административно-территориальную систему, её территория вместе с территориями Шестернянской, Николаевской 1-й и Широковской волостей вошла в состав новосозданного Широковского района Криворожского округа.